# Pivcové z Hradčan
Pivec z Hradčan a Klimštejna také Pivce byla stará slezská rytířská rodina usedlá na Krnovsku a Opavsku.

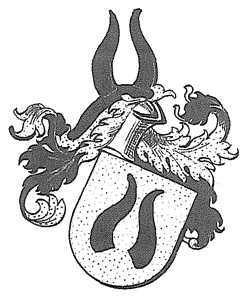
Rodový erb Pivec z Hradčan od Kadicha-Blažka

## Historie a majetek
Rod je připomínán již v 15. století. První známý člen rodu je Mikuláš z Hradčan (ve Slezsku, nyní Gródczany), okolo roku 1415. Po něm jsou připomínáni v roce 1430 Čeněk z Hradčan a Třeboně a na Klimštejně (ve Slezsku, nyní Jabłonka) a poté Oldřich z Hradčan (1460) s manželkou Annou z Nové Cerekve. Měli syna Marka, v letech 1450–64 byl zemským sudím na Krnovsku. Roku 1464 Marek zemřel a o majetek se dělili jeho synové Jan a Václav. Markova dcera Eneda získala finanční hotovost a vdala se za Vaňka z Moravice.
Markův syn Jan z Hradčan zastával funkci kroměřížského hejtmana, roku 1572 koupil část statku Čechy a zemřel v roce 1575. Jeho manželka byla Estera Podstatská z Prusinovic (†30. 4. 1581).
Druhý Markův syn Václav získal statek Klimštejn a po jeho smrti přešel na Janovy děti: Bernart, Kryštof, Hynek a Barbora (manžel Jiří Šutar z Drahotuš). Též zdědily po strýci Václavu Hradčany, které připadly na krátkou dobu Bernartovi a poté mu zůstaly pouze Bravantice.
Klimštejn získal Kryštof, který zde seděl do roku 1523, zároveň zdědil po sestře Barboře část Bohuslavic a Vřesiny. Syn Kryštofa Pivce z Moravy, též Kryštof, si vzal za manželku Ludmilu Františku Hamzovou ze Zábědovic, byla dcerou Myslibora Hamzy ze Zábědovic a na Morašicích (†1617). Ludmila Františka Hamzová ze Zábědovic vlastnila během třicetileté války Rakovou u Kounice, zdejší tvrz zanikla nepochybně v roce 1643, kdy Rakovou pobořili a vypálili Švédové.
Jiný člen rodu Diviš měl v letech 1580–1592 dvůr v Kostelci u Plumlova (†26. 12. 1598)
Další z rodu byl Jáchym, který žil v letech 1590–1600 a vlastnil statky Dlouhou Loučku (do 1600), Horní a Dolní Sokolom, Vinary a koupil 1593 část Mizic a fojtství v Moravičanech, Dolanech, Toveři a Poleni. Za manželku měl Johanku Bítovskou ze Slavíkovic, které roku 1600 věnoval Dlouhou Loučku.
Poslední známý z rodu byl Vratislav z Hradčan a Klimštejna (1608–1636) na svobodném dvoře v Borutíně. Tím zřejmě rod Pivec z Hradčan a Klimštejna vymřel po meči.
V 15. století se objevuje na Moravě Jakub Pivec z Habří, který koupil roku 1495 dvůr a 2,5 lánu v Rojetíně a později v roce 1498 dvůr v Horním Březí. Není podloženo, zda patřil ke stejnému rodu Pivců rytířů z Hradčan a Klimštejna.

## Popis erbu
Pivec (též Pivce) z Hradčan a Klimštejna měli ve zlatém erbu dva černé turové rohy, rozdvojené k levé a pravé straně. Kolčí helm, přikryvadla zlato-černé barvy, klenot dva turové rohy.
V majestátu z 9. září 1554 se potvrzuje přijetí Jana Pivce k strýcově erbu Pivce z Hradčan, kde se popisuje erb takto: modrý štít, v němž jsou dva černé, dva černé turové rohy, rozdvojené k levé a pravé straně, kolčí helm, přikryvadla modré a černé barvy a klenot dva turové rohy.